# طفل مناهض للعنصرية
طفل مناهض للعنصرية هو كتاب للأطفال من تأليف إبرام إكس كيندي ورسومات أشلي لوكاشيفسكي صدر في عام 2020. الكتاب مستوحى من ابنة المؤلف البالغة من العمر أربع سنوات،  وقد صُمم كأداة لمناقشة العنصرية مع الأطفال الصغار.   يقترح الكتاب تسع خطوات لمناقشة العنصرية بهدف تعليم الأطفال مناهضة العنصرية.   ينص الكتاب على أن الطفل المناهض للعنصرية يربى وليس بالفطرة. ويربى الطفل المناهض للعنصرية لجعل المجتمع يتغير وأن الاختيار ضروري: تُعلم الأطفال أن يكونوا عنصريين أو مناهضين للعنصرية- ليس هناك حياد. 

## الخلفية
كيندي هو مؤسس مركز أبحاث وسياسات مكافحة العنصرية في الجامعة الأمريكية ويشغل حاليًا منصب المدير المؤسس لمركز جامعة بوسطن لأبحاث مكافحة العنصرية.   يتوسع كتاب طفل مناهض للعنصرية عن كتب كيندي السابقة مختوم من البداية وكيف تكون مناهضًا للعنصرية.   
عند كتابة طفل مناهض للعنصرية، قال كيندي إن الكتاب سيكون أداة مفيدة لبدء محادثة بين الآباء والأطفال حول معنى مناهضة العنصرية، وتشجيع الأطفال على طرح أسئلة حول العرق. 

## الإصدار
نُشر الكتاب لأول مرة ككتاب كرتوني في يونيو 2020، ثم ككتاب مصور في يوليو 2020.   في عام 2021 أعلنت نتفليكس أنها ستنتج سلسلة من أفلام الرسوم المتحركة الموسيقية القصيرة مقتبسة من الكتاب.   في مايو 2022 أعلنت نتفليكس أنه أُلغي إنتاج المسلسل لأسباب إبداعية. 

## الاستقبال
كان الكتاب على رأس قائمة أفضل الكتب مبيعًا في صحيفة نيويورك تايمز واُختير كواحد من أفضل 100 كتاب مفضل للقراء الشباب على الإذاعة الوطنية العامة.   كما  تلقى الكتاب مراجعات إيجابية من مجلة سكول لايبراري جورنال و مجلة بابليشرز ويكلي.   رفض ويل لويد الذي يكتب في دا سبكتيتر أطروحته القائلة بأن الأطفال يتعلمون إما أن يكونوا عنصريين أو مناهضين للعنصرية.  في عام 2021، سحبت متاجر بقالة سيفوي في ولاية أوريغون الكتاب مؤقتًا من البيع بعد شكوى من العملاء (أعادت المتاجر الكتاب للبيع لاحقًا). 
خلال جلسة الاستماع لترشيح كيتانجي براون جاكسون للمحكمة العليا في مجلس الشيوخ لعام 2022، طرح تيد كروز قضية كتاب طفل مناهض للعنصرية عند استجواب كيتانجي براون جاكسون حول آرائها حول نظرية العرق النقدية، حيث كانت عضوًا في مجلس إدارة مدرسة جورج تاون داي وهي مدرسة خاصة في واشنطن العاصمة وكان الكتاب ضمن مناهجها الدراسية. ثم أجاب المرشح براون جاكسون قائلاً: لا أعتقد أنه ينبغي جعل أي طفل يشعر وكأنه عنصري أو أنه لا يحظى بالتقدير أو أنه أقل من أحدهم أو ضحية للمضطهدين. أنا لا أؤمن بأي شيء من ذلك.   أدى ذلك إلى عرض كبير للكتاب وأدى إلى زيادة مفاجئة في المبيعات، مما جعله من أكثر الكتب مبيعًا على أمازون لكتب الأطفال عن التحيز والعنصرية، ومن بين كتب الأطفال الأكثر مبيعًا عبر فئات متعددة. 